# Lijst van beschermd erfgoed in Onhaye
Onderstaande tabel geeft een overzicht van de beschermde erfgoederen in de gemeente Onhaye. Het beschermd erfgoed maakt deel uit van het cultureel erfgoed in België.
| Object                                                                                            | Bouwjaar/architect | Deelgemeente | Adres | Coördinaten                   | Nummer?                | Afbeelding                                           |
| ------------------------------------------------------------------------------------------------- | ------------------ | ------------ | ----- | ----------------------------- | ---------------------- | ---------------------------------------------------- |
| Kasteel van Fontaine en omgeving                                                                  |                    |              |       | 50° 13' 59" NB, 4° 45' 51" OL | 91103-CLT-0002-01 Info | Kasteel van Fontaine en omgeving                     |
| De ruïnes van Kasteel van Montaigle en haar omgeving                                              |                    |              |       | 50° 17' 35" NB, 4° 48' 47" OL | 91103-CLT-0003-01 Info | De ruïnes van Kasteel van Montaigle en haar omgeving |
| De ruïnes van kasteel de Montaigle en haar omgeving                                               |                    |              |       | 50° 17' 35" NB, 4° 48' 47" OL | 91103-PEX-0001-01 Info | De ruïnes van kasteel de Montaigle en haar omgeving  |
| De ruines van kasteel de Montaigle                                                                |                    |              |       | 50° 17' 36" NB, 4° 48' 56" OL | 91103-CLT-0004-01 Info |                                                      |
| Een uitbreiding van het gebied van de ruïnes van het kasteel de Montaigle (+ANHEE/Haut-le-Wastia) |                    |              |       | 50° 17' 44" NB, 4° 48' 54" OL | 91103-CLT-0005-01 Info |                                                      |
| Een uitbreiding van het gebied van de ruïnes van het kasteel de Montaigle (+ANHEE/Haut-le-Wastia) |                    |              |       | 50° 17' 44" NB, 4° 48' 54" OL | 91103-PEX-0002-01 Info |                                                      |
| Kasteel de Falaën en haar directe omgeving                                                        |                    |              |       | 50° 16' 40" NB, 4° 47' 42" OL | 91103-CLT-0006-01 Info | Kasteel de Falaën en haar directe omgeving           |
| Het koor van de oude kerk te Serville, die tot een kapel verbouwd is                              |                    |              |       | 50° 14' 59" NB, 4° 46' 51" OL | 91103-CLT-0007-01 Info |                                                      |
| De lindelaan en haar omgeving                                                                     |                    |              |       | 50° 14' 55" NB, 4° 46' 12" OL | 91103-CLT-0008-01 Info |                                                      |